# Euphranta ferenigra
Euphranta ferenigra är en tvåvingeart som beskrevs av Hardy 1970. Euphranta ferenigra ingår i släktet Euphranta och familjen borrflugor. Inga underarter finns listade i Catalogue of Life.